# Louis-Delluc-Preis
Der Louis-Delluc-Preis (Prix Louis-Delluc) ist ein nationaler französischer Filmpreis.

## Geschichte
Die Auszeichnung ist nach dem französischen Filmkritiker und Regisseur Louis Delluc (1890–1924) benannt und wurde erstmals im Jahr 1937 auf Initiative der beiden Journalisten Maurice Bessy und Marcel Idzkowski vergeben. Der Louis-Delluc-Preis, oft als „Goncourt-Preis des Kinos“ („le prix Goncourt du cinéma“) bezeichnet, wird jedes Jahr am zweiten Donnerstag im Monat Dezember an die beste französische Kinoproduktion des laufenden Jahres verliehen. Seit dem Jahr 2000 werden separat auch Erstlingswerke von Filmregisseuren prämiert. Die Jury setzt sich aus etwa zwanzig Filmkritikern und bekannten Filmschaffenden des französischen Kinos zusammen, wobei der alljährliche Vorsitz dem Filmregisseur und Kritiker Gilles Jacob obliegt, dem amtierenden Präsidenten der Filmfestspiele von Cannes. Die Beratung und die Ehrung der Preisträger findet stets im Pariser Restaurant Le Fouquet's an den Champs-Élysées statt.
Die in der Vergangenheit prämierten Filme verbanden stets künstlerische Aspekte des Filmemachens mit dem Autorenkino und dem Geschmack des Kinopublikums. Unter den Preisträgern befinden sich sowohl renommierte Filmemacher wie Jean-Luc Godard (1987) und Claude Chabrol (2000), als auch, vor Einführung der Kategorie Bestes Erstlingswerk, Debütregisseure wie Jean-Paul Rappeneau (1965) und Sandrine Veysset (1996). Der am häufigsten ausgezeichnete Regisseur ist Alain Resnais, der 1966, 1993 und 1997 den Louis-Delluc-Preis erhielt. Ihm folgen mit je zwei Siegen Louis Malle (1957 und 1987), Michel Deville (1967 und 1988) und Claude Sautet (1969 und 1995).
Mehrfach in der Vergangenheit, nämlich 1962, 1987, 1990, 1997 und 2003, konnte sich die Jury nicht auf einen Gewinnerfilm festlegen. Ebenso wurden vereinzelt Produktionen ausgewählt, die zum Zeitpunkt der Siegerehrung noch nicht in den französischen Kinos angelaufen waren, so geschehen 1982 bei der Ernennung von Andrzej Wajdas Filmbiografie Danton, die erst im folgenden Januar in Frankreich veröffentlicht wurde. 1947, 1961, 2002, 2008 und 2020 setzten sich mit Nicole Vedrès’ Paris 1900, François Reichenbachs Mit meinen Augen, Nicolas Philiberts Sein und Haben, Raymond Depardons Neue Zeiten und Sébastien Lifshitz’ Jugend Dokumentarfilme durch. 1979 wurde mit Paul Grimaults Der König und der Vogel bisher einmalig ein Animationsfilm zum besten französischen Film des Jahres gewählt.

## Preisträger

### Bester Film (Prix Louis-Delluc)
| Jahr       | Originaltitel                         | Deutscher Titel                                        | Regie                       |                      |
| ---------- | ------------------------------------- | ------------------------------------------------------ | --------------------------- | -------------------- |
| 1937       | Les bas-fonds                         | Nachtasyl                                              | Jean Renoir                 |                      |
| 1938       | Le puritain                           | Der Puritaner                                          | Jeff Musso                  |                      |
| 1939       | Quai des brumes                       | Hafen im Nebel                                         | Marcel Carné                |                      |
| 1940– 1944 | Preis nicht vergeben                  | Preis nicht vergeben                                   | Preis nicht vergeben        | Preis nicht vergeben |
| 1945       | L’espoir                              | Hoffnung                                               | André Malraux Boris Peskine |                      |
| 1946       | La belle et la bête                   | Es war einmal                                          | Jean Cocteau                |                      |
| 1947       | Paris 1900                            | Paris 1900                                             | Nicole Vedrès               |                      |
| 1948       | Les casse-pieds                       | Die Nervensägen                                        | Jean Dréville               |                      |
| 1949       | Rendez-vous de juillet                | Jugend von heute                                       | Jacques Becker              |                      |
| 1950       | Journal d’un curé de campagne         | Tagebuch eines Landpfarrers                            | Robert Bresson              |                      |
| 1951       | Preis nicht vergeben                  | Preis nicht vergeben                                   | Preis nicht vergeben        | Preis nicht vergeben |
| 1952       | Le rideau cramoisi                    | Der scharlachrote Vorhang                              | Alexandre Astruc            |                      |
| 1953       | Les vacances de M. Hulot              | Die Ferien des Monsieur Hulot                          | Jacques Tati                |                      |
| 1954       | Les diaboliques                       | Die Teuflischen                                        | Henri-Georges Clouzot       |                      |
| 1955       | Les grandes manœuvres                 | Das große Manöver                                      | René Clair                  |                      |
| 1956       | Le ballon rouge                       | Der rote Ballon                                        | Albert Lamorisse            |                      |
| 1957       | Ascenseur pour l’échafaud             | Fahrstuhl zum Schafott                                 | Louis Malle                 |                      |
| 1958       | Moi un noir                           | Ich, ein Neger                                         | Jean Rouch                  |                      |
| 1959       | On n’enterre pas le dimanche          | Man begräbt am Sonntag nicht                           | Michel Drach                |                      |
| 1960       | Une aussi longue absence              | Noch nach Jahr und Tag                                 | Henri Colpi                 |                      |
| 1961       | Un cœur gros comme ça                 | Mit meinen Augen                                       | François Reichenbach        |                      |
| 1962       | L’immortelle                          | Unsterbliche                                           | Alain Robbe-Grillet         |                      |
| 1962       | Le soupirant                          | Auf Freiersfüßen                                       | Pierre Étaix                |                      |
| 1963       | Les parapluies de Cherbourg           | Die Regenschirme von Cherbourg                         | Jacques Demy                |                      |
| 1964       | Le bonheur                            | Das Glück                                              | Agnès Varda                 |                      |
| 1965       | La vie de château                     | Leben im Schloß                                        | Jean-Paul Rappeneau         |                      |
| 1966       | La guerre est finie                   | Der Krieg ist vorbei                                   | Alain Resnais               |                      |
| 1967       | Benjamin                              | Benjamin – Aus dem Tagebuch einer männlichen Jungfrau  | Michel Deville              |                      |
| 1968       | Baisers volés                         | Geraubte Küsse                                         | François Truffaut           |                      |
| 1969       | Les choses de la vie                  | Die Dinge des Lebens                                   | Claude Sautet               |                      |
| 1970       | Le genou de Claire                    | Claires Knie                                           | Éric Rohmer                 |                      |
| 1971       | Rendez-vous à Bray                    | Rendezvous in Bray                                     | André Delvaux               |                      |
| 1972       | État de siège                         | Der unsichtbare Aufstand                               | Costa-Gavras                |                      |
| 1973       | L’horloger de Saint-Paul              | Der Uhrmacher von St. Paul                             | Bertrand Tavernier          |                      |
| 1974       | La gifle                              | Die Ohrfeige                                           | Claude Pinoteau             |                      |
| 1975       | Cousin, cousine                       | Cousin, Cousine                                        | Jean-Charles Tacchella      |                      |
| 1976       | Le juge Fayard dit le shérif          | Der Richter, den sie Sheriff nannten                   | Yves Boisset                |                      |
| 1977       | Diabolo menthe                        | Die kleinen Pariserinnen                               | Diane Kurys                 |                      |
| 1978       | L’argent des autres                   | Das Geld der anderen                                   | Christian de Chalonge       |                      |
| 1979       | Le roi et l’oiseau                    | Der König und der Vogel                                | Paul Grimault               |                      |
| 1980       | Un étrange voyage                     | Eine seltsame Reise                                    | Alain Cavalier              |                      |
| 1981       | Une étrange affaire                   | Eine merkwürdige Karriere                              | Pierre Granier-Deferre      |                      |
| 1982       | Danton                                | Danton                                                 | Andrzej Wajda               |                      |
| 1983       | À nos amours                          | Auf das, was wir lieben                                | Maurice Pialat              |                      |
| 1984       | La diagonale du fou                   | Gefährliche Züge                                       | Richard Dembo               |                      |
| 1985       | L’effrontée                           | Das freche Mädchen                                     | Claude Miller               |                      |
| 1986       | Mauvais sang                          | Die Nacht ist jung                                     | Leos Carax                  |                      |
| 1987       | Au revoir les enfants                 | Auf Wiedersehen, Kinder                                | Louis Malle                 |                      |
| 1987       | Soigne ta droite                      | Schütze deine Rechte                                   | Jean-Luc Godard             |                      |
| 1988       | La lectrice                           | Die Vorleserin                                         | Michel Deville              |                      |
| 1989       | Un monde sans pitié                   | Eine Welt ohne Mitleid                                 | Éric Rochant                |                      |
| 1990       | Le petit criminel                     | Der kleine Gangster                                    | Jacques Doillon             |                      |
| 1990       | Le mari de la coiffeuse               | Der Mann der Friseuse                                  | Patrice Leconte             |                      |
| 1991       | Tous les matins du monde              | Die siebente Saite                                     | Alain Corneau               |                      |
| 1992       | Le petit prince a dit                 | Der Flug des Schmetterlings                            | Christine Pascal            |                      |
| 1993       | Smoking / No Smoking                  | Smoking / No Smoking                                   | Alain Resnais               |                      |
| 1994       | Les roseaux sauvages                  | Wilde Herzen                                           | André Téchiné               |                      |
| 1995       | Nelly et Mr. Arnaud                   | Nelly & Monsieur Arnaud                                | Claude Sautet               |                      |
| 1996       | Y aura-t-il de la neige à Noël?       | Gibt es zu Weihnachten Schnee?                         | Sandrine Veysset            |                      |
| 1997       | On connaît la chanson                 | Das Leben ist ein Chanson                              | Alain Resnais               |                      |
| 1997       | Marius et Jeannette                   | Marius und Jeannette – Eine Liebe in Marseille         | Robert Guédiguian           |                      |
| 1998       | L’ennui                               | Meine Heldin                                           | Cédric Kahn                 |                      |
| 1999       | Adieu, plancher des vaches!           | Marabus                                                | Otar Iosseliani             |                      |
| 2000       | Merci pour le chocolat                | Chabrols süßes Gift                                    | Claude Chabrol              |                      |
| 2001       | Intimacy                              | Intimacy                                               | Patrice Chéreau             |                      |
| 2002       | Être et avoir                         | Sein und Haben                                         | Nicolas Philibert           |                      |
| 2003       | Cavale Un couple épatant Après la vie | Cavale – Auf der Flucht Ein tolles Paar Nach dem Leben | Lucas Belvaux               |                      |
| 2003       | Les sentiments                        | Gefühlsverwirrungen                                    | Noémie Lvovsky              |                      |
| 2004       | Rois et reine                         | Das Leben ist seltsam                                  | Arnaud Desplechin           |                      |
| 2005       | Les amants réguliers                  | Unruhestifter                                          | Philippe Garrel             |                      |
| 2006       | Lady Chatterley                       | Lady Chatterley                                        | Pascale Ferran              |                      |
| 2007       | La graine et le mulet                 | Couscous mit Fisch                                     | Abdellatif Kechiche         |                      |
| 2008       | La vie moderne                        | Neue Zeiten                                            | Raymond Depardon            |                      |
| 2009       | Un prophète                           | Ein Prophet                                            | Jacques Audiard             |                      |
| 2010       | Mistérios de Lisboa                   | Die Geheimnisse von Lissabon                           | Raúl Ruiz                   |                      |
| 2011       | Le Havre                              | Le Havre                                               | Aki Kaurismäki              |                      |
| 2012       | Les adieux à la reine                 | Leb wohl, meine Königin!                               | Benoît Jacquot              |                      |
| 2013       | La vie d’Adèle                        | Blau ist eine warme Farbe                              | Abdellatif Kechiche         |                      |
| 2014       | Sils Maria                            | Die Wolken von Sils Maria                              | Olivier Assayas             |                      |
| 2015       | Fatima                                | Fatima                                                 | Philippe Faucon             |                      |
| 2016       | Une vie                               | Ein Leben                                              | Stéphane Brizé              |                      |
| 2017       | Barbara                               | Barbara                                                | Mathieu Amalric             |                      |
| 2018       | Plaire, aimer et courir vite          | Sorry Angel                                            | Christophe Honoré           |                      |
| 2019       | Jeanne                                | Jeanne d’Arc                                           | Bruno Dumont                |                      |
| 2020       | Adolescentes                          | Jugend                                                 | Sébastien Lifshitz          |                      |
| 2021       | Onoda, 10 000 nuits dans la jungle    | Onoda – 10.000 Nächte im Dschungel                     | Arthur Harari               |                      |
| 2022       | Pacifiction – Tourment sur les îles   | Pacifiction                                            | Albert Serra                |                      |
| 2022       | Saint Omer                            | Saint Omer                                             | Alice Diop                  |                      |
| 2023       | Le Règne animal                       | Animalia                                               | Thomas Cailley              |                      |

### Bestes Erstlingswerk (Prix Louis-Delluc du premier film)
| Jahr | Originaltitel                            | Deutscher Titel                       | Regie                       |
| ---- | ---------------------------------------- | ------------------------------------- | --------------------------- |
| 1999 | Voyages                                  | Späte Reise                           | Emmanuel Finkiel            |
| 2000 | Ressources humaines                      | Der Jobkiller                         | Laurent Cantet              |
| 2001 | Toutes les nuits                         | Toutes les nuits                      | Eugène Green                |
| 2002 | Wesh wesh, qu’est-ce qui se passe?       | Wesh, wesh – was geht hier ab?        | Rabah Ameur-Zaïmeche        |
| 2003 | Il est plus facile pour un chameau …     | Eher geht ein Kamel durchs Nadelöhr … | Valeria Bruni Tedeschi      |
| 2004 | Quand la mer monte …                     | Wenn die Flut kommt                   | Gilles Porte Yolande Moreau |
| 2005 | Douches froides                          | Douches froides                       | Antony Cordier              |
| 2006 | Le pressentiment                         | nicht bekannt                         | Jean-Pierre Darroussin      |
| 2007 | Naissance des pieuvres                   | Water Lilies                          | Céline Sciamma              |
| 2007 | Tout est pardonné                        | nicht bekannt                         | Mia Hansen-Løve             |
| 2008 | L’apprenti                               | nicht bekannt                         | Samuel Collardey            |
| 2009 | Qu’un seul tienne et les autres suivront | Erst einer, dann alle                 | Léa Fehner                  |
| 2010 | Belle épine                              | Belle épine                           | Rebecca Zlotowski           |
| 2011 | Donoma                                   | Donoma                                | Djinn Carrenard             |
| 2012 | Louise Wimmer                            | Louise Wimmer                         | Cyril Mennegun              |
| 2013 | Vandal                                   | nicht bekannt                         | Hélier Cisterne             |
| 2014 | Les combattants                          | Liebe auf den ersten Schlag           | Thomas Cailley              |
| 2015 | Le Grand Jeu                             | Gefährliches Spiel                    | Nicolas Pariser             |
| 2016 | Gorge cœur ventre                        | nicht bekannt                         | Maud Alpi                   |
| 2017 | Grave                                    | Raw                                   | Julia Ducournau             |
| 2018 | Jusqu'à la garde                         | Nach dem Urteil                       | Xavier Legrand              |
| 2018 | Les garçons sauvages                     | The Wild Boys                         | Bertrand Mandico            |
| 2019 | Vif-Argent                               | Der flüssige Spiegel                  | Stéphane Batut              |
| 2020 | Josep                                    | Josep                                 | Aurel                       |
| 2021 | Vers la bataille                         | nicht bekannt                         | Aurélien Vernhes-Lermusiaux |
| 2022 | Falcon Lake                              | Falcon Lake                           | Charlotte Le Bon            |